# Комбінаційний тон
Комбінаці́йні тони́ — додаткові тони, які виникають внаслідок  нелінійності амплітудної характеристики підсилювачів та джерел звуку. Комбінаційні тони з'являються при впливі на систему двох чи більшої кількості коливань з різними частотами. Частота комбінаційних тонів дорівнює сумі та різниці частот основних тонів та їх гармонік.

## Джерело
- Справочник по радиоэлектронике. — М., «Энергия», 1968